# 99 Dike
99 Dike (in italiano 99 Diche) è un piccolo e scuro asteroide della Fascia principale.
Dike fu il primo dei diciotto pianetini scoperti da Alphonse Louis Nicolas Borrelly, individuato il 28 maggio 1868 dall'osservatorio di Marsiglia; fu battezzato così in onore di Diche, nella mitologia greca dea della giustizia morale.
Fa parte della famiglia di asteroidi Mitidika.